# 東京 - 立山(室堂)線
東京 - 立山（室堂）線（とうきょう - たてやまむろどうせん）は、東京・渋谷・新宿・池袋の東京都心部と立山黒部アルペンルートを結ぶ富山地方鉄道と西武観光バスと東急バスが共同で運行する高速バス路線の名称である。

## 概要
新型コロナウィルス感染症（COVID-19）による緊急事態宣言が収束した2023年7月より、東京都内から立山連峰に向かう登山客向けの夏休み限定の直通バスとして富山地方鉄道・西武観光バス・東急トランセ（現・東急バス）の3社が企画した路線バスとして運行が開始された。
東京都内は、東京駅・渋谷駅・新宿駅・池袋駅の4駅の近隣のバスターミナルからの発着となっている。
営業キロ数は往復共に片道496キロメートルとなっている。
東京駅の海抜は約4メートル、室堂の海抜は約2450メートルであり、標高差2446メートルを登る路線であり、都内を発着する路線としては、中央高速バスの富士山五合目線の標高差、約2265メートルを上回る最大級の登山路線となっている。
前泊せずに立山雄山登山が楽しめる様に、東京発は夜行バスとして運行し、室堂発は昼行バスでの運行となる。その為、上り便は昼行便であるにもかかわらずツーマンでの運行となっている。
2024年度は2023年度とは異なり、室堂発は全便池袋駅止まりとなる上、お盆期間以外は東京発は木曜日と金曜日、室堂発は土曜日と日曜日の出発となる。
2025年度は富山地方鉄道が運用から外れ、東急バスと西武観光バスの2社体制となった。

## 運行会社
- 富山地方鉄道（富山自動車営業所）
- 西武観光バス（大宮営業所）
- 東急バス（下馬営業所）

### 過去の運行会社
- 東急トランセ（下馬営業所）

## 運行経路
- （東京駅丸の内南口3番停留所 →《首都高速道路 都心環状線》 → 《首都高速道路渋谷線》 → 渋谷駅9番停留所（渋谷フクラス） → 東急歌舞伎町タワー → ）池袋駅東口高速バス停留所 - 《関越自動車道》 - 《上信越自動車道》 - 《北陸自動車道》 - 《立山有料道路》 - 弥陀ヶ原 - 天狗平 - 室堂

※ 途中、上里サービスエリアと立山あるぺん村（上り便のみ小布施パーキングエリアにも停車）にて開放休憩が実施される。

## 運行回数
- 1日1往復
  - 東京発は東急トランセ → 西武観光バス → 富山地方鉄道の順番で持ち回り。
  - 室堂発は富山地方鉄道 → 東急トランセ → 西武観光バスの順番で持ち回り。

## 沿革
- 2023年（令和5年）
  - 7月14日：夏休み期間限定で運行開始。
  - 8月31日：2023年度の運行終了（全48往復/各社16往復）。
- 2024年（令和6年）
  - 4月1日：東急トランセが東急バスに吸収合併され、東急トランセ担当便が東急バスの担当となる。
  - 7月12日：2024年度運行開始。上り便が全便池袋止まりとなる。
  - 9月1日：2024年度の運行終了（全23往復/東急・西武各9往復、地鉄5往復）[6]。
- 2025年（令和7年）
  - 7月18日：東急バスと西武観光バスの2社体制で運行（全17往復/東急9往復・西武8往復）[7][8][9]。

## 車両
全車4列シートのトイレ付きハイデッカー車両での運行となっている。また車内Wi-FiとUSB充電器が標準装備されている。
車両は西武観光が42席、その他は38席車が使用されている。また、座席数は運転席側の前4席は乗務員休憩室として封鎖となっている。

## 備考
- 運賃はS・A・B・C・D・Eの6段階からなる幅運賃制が採用されており、2023年の運行開始時は、最高運賃は20,000円、最低運賃は11,000円であった。また、車内清算の場合は理由如何に関わらず、一律で最高運賃の20,000円となっていた[11]。2024年度は最高運賃は変わらないものの、上りの車内販売額は15,000円に減額された。一方で前売りの早割り運賃は廃止となり全額通常運賃のみとなったため、最低運賃は12,000円に増額となっている。
- 夏休み期間中の立山有料道路の開門時間が午前6時から午後7時まで[12]という時間の都合上、下り便は極めて異例ではあるが、最終目的地である室堂停留所の約40キロメートル手前の地点に存在する『立山あるぺん村』にて時間調整を兼ねた解放休憩が実施される。